# Lissotesta inscripta
Lissotesta inscripta is een slakkensoort uit de familie van de Skeneidae. De wetenschappelijke naam van de soort is voor het eerst geldig gepubliceerd in 1899 door Tate.